# Campionato mondiale maschile under 16 di calcio 1989
Il Campionato mondiale di calcio Under-16 1989 è stato la terza edizione (l'ultima con questa denominazione) del torneo di calcio giovanile oggi chiamato Campionato mondiale di calcio Under-17. Il torneo si è svolto in Scozia, nel Regno Unito, dal 10 al 24 giugno 1989.
Il premio come miglior marcatore è stato condiviso da ben 5 giocatori, con 3 reti a testa: Khaled Jasem del Bahrein, Fodé Camara della Guinea, Gil Gomes e Tulipa del Portogallo e Khalid Al-Rowaihi dell'Arabia Saudita, che vincendo il torneo è diventata la prima nazione asiatica a trionfare in una competizione FIFA. Il premio per il fair play è andato al Bahrein, sconfitto prima in semifinale e poi nel match per il terzo posto.

## Città e stadi
| Città      | Stadio            |
| ---------- | ----------------- |
| Glasgow    | Hampden Park      |
| Motherwell | Fir Park          |
| Aberdeen   | Pittodrie Stadium |
| Dundee     | Dens Park         |
| Edimburgo  | Tynecastle Park   |

## Squadre partecipanti
| Confederazione                                        | Qualificate                 |
| ----------------------------------------------------- | --------------------------- |
| AFC (Asia)                                            | Bahrein Cina Arabia Saudita |
| CAF (Africa)                                          | Ghana Guinea Nigeria        |
| CONCACAF (America Centrale, Settentrionale e Caraibi) | Canada Cuba Stati Uniti     |
| CONMEBOL (Sud America)                                | Argentina Brasile Colombia  |
| OFC (Oceania)                                         | Australia                   |
| UEFA (Europa)                                         | Germania Est Portogallo     |
| Nazione ospitante                                     | Scozia                      |

Per la prima e anche unica volta nella storia della competizione, tutti i tornei di qualificazione sono stati di categoria Under-16. La maggior parte delle squadre ha avuto accesso al mondiale attraverso i vari campionati continentali, eccetto le nazioni di CAF e OFC che hanno gareggiato a delle apposite qualificazioni, e, ovviamente, la Scozia, nazione ospitante.

## Risultati

### Fase a gironi

#### Gruppo A
| Pos. | Squadra | Pt | G | V | N | P | GF | GS | DR |
| ---- | ------- | -- | - | - | - | - | -- | -- | -- |
| 1.   | Bahrein | 5  | 3 | 2 | 1 | 0 | 5  | 1  | +4 |
| 2.   | Scozia  | 4  | 3 | 1 | 2 | 0 | 4  | 1  | +3 |
| 3.   | Ghana   | 2  | 3 | 0 | 2 | 1 | 2  | 3  | -1 |
| 4.   | Cuba    | 1  | 3 | 0 | 1 | 2 | 2  | 8  | -6 |

#### Gruppo B
| Pos. | Squadra      | Pt | G | V | N | P | GF | GS | DR |
| ---- | ------------ | -- | - | - | - | - | -- | -- | -- |
| 1.   | Germania Est | 4  | 3 | 2 | 0 | 1 | 7  | 4  | +3 |
| 2.   | Brasile      | 4  | 3 | 2 | 0 | 1 | 5  | 3  | +2 |
| 3.   | Stati Uniti  | 3  | 3 | 1 | 1 | 1 | 5  | 7  | -2 |
| 4.   | Australia    | 1  | 3 | 0 | 1 | 2 | 3  | 6  | -3 |

#### Gruppo C
| Pos. | Squadra   | Pt | G | V | N | P | GF | GS | DR |
| ---- | --------- | -- | - | - | - | - | -- | -- | -- |
| 1.   | Nigeria   | 5  | 3 | 2 | 1 | 0 | 7  | 0  | +7 |
| 2.   | Argentina | 4  | 3 | 1 | 2 | 0 | 4  | 1  | +3 |
| 3.   | Cina      | 3  | 3 | 1 | 1 | 1 | 1  | 3  | -2 |
| 4.   | Canada    | 0  | 3 | 0 | 0 | 3 | 1  | 9  | -8 |

#### Gruppo D
| Pos. | Squadra        | Pt | G | V | N | P | GF | GS | DR |
| ---- | -------------- | -- | - | - | - | - | -- | -- | -- |
| 1.   | Portogallo     | 4  | 3 | 1 | 2 | 0 | 6  | 5  | +1 |
| 2.   | Arabia Saudita | 4  | 3 | 1 | 2 | 0 | 5  | 4  | +1 |
| 3.   | Guinea         | 3  | 3 | 0 | 3 | 0 | 4  | 4  | 0  |
| 4.   | Colombia       | 1  | 3 | 0 | 1 | 2 | 3  | 5  | -2 |

Nota bene: 2 punti a vittoria, 1 a pareggio, 0 a sconfitta.

### Fase ad eliminazione diretta
|  | Quarti di finale       | Quarti di finale      |                        |            | Semifinali                | Semifinali                |  |  | Finale                | Finale |
|  |                        |                       |                        |            |                           |                           |  |  |                       |        |
|  | 17 giugno - Motherwell |                       |                        |            |                           |                           |  |  |                       |        |
|  |                        |                       |                        |            |                           |                           |  |  |                       |        |
|  | Bahrein (dtr)          | 0 (4)                 |                        |            |                           |                           |  |  |                       |        |
|  | Bahrein (dtr)          | 0 (4)                 | 20 giugno - Motherwell |            |                           |                           |  |  |                       |        |
|  | Brasile                | 0 (1)                 |                        |            |                           |                           |  |  |                       |        |
|  | Brasile                | 0 (1)                 | Bahrein                | 0          |                           |                           |  |  |                       |        |
|  | 17 giugno - Dundee     |                       | Bahrein                | 0          |                           |                           |  |  |                       |        |
|  |                        | Arabia Saudita        | 1                      |            |                           |                           |  |  |                       |        |
|  | Nigeria                | Arabia Saudita        | 1                      | 0 (0)      |                           |                           |  |  |                       |        |
|  | Nigeria                |                       | 24 giugno - Glasgow    | 0 (0)      |                           |                           |  |  |                       |        |
|  | Arabia Saudita (dtr)   | 0 (2)                 |                        |            |                           |                           |  |  |                       |        |
|  | Arabia Saudita (dtr)   | 0 (2)                 | Arabia Saudita (dtr)   | 2 (5)      |                           |                           |  |  |                       |        |
|  | 17 giugno - Aberdeen   |                       | Arabia Saudita (dtr)   | 2 (5)      |                           |                           |  |  |                       |        |
|  |                        | Scozia                | 2 (4)                  |            |                           |                           |  |  |                       |        |
|  | Germania Est           | Scozia                | 2 (4)                  | 0          |                           |                           |  |  |                       |        |
|  | Germania Est           | 20 giugno - Edimburgo |                        | 0          |                           |                           |  |  |                       |        |
|  | Scozia                 | 1                     |                        |            |                           |                           |  |  |                       |        |
|  | Scozia                 | 1                     | Portogallo             | 0          | Finale per il terzo posto | Finale per il terzo posto |  |  |                       |        |
|  | 17 giugno - Edimburgo  |                       | Portogallo             | 0          | Finale per il terzo posto | Finale per il terzo posto |  |  |                       |        |
|  |                        | Scozia                | 1                      |            |                           |                           |  |  |                       |        |
|  | Portogallo             | Scozia                | 1                      | 2          | Bahrein                   | 0                         |  |  |                       |        |
|  | Portogallo             |                       |                        | 2          | Bahrein                   | 0                         |  |  |                       |        |
|  | Argentina              | 1                     |                        | Portogallo | 3                         |                           |  |  |                       |        |
|  | Argentina              | 1                     |                        |            | 3                         |                           |  |  |                       |        |
|  |                        |                       |                        |            |                           |                           |  |  | 23 giugno - Edimburgo |        |
|  |                        |                       |                        |            |                           |                           |  |  |                       |        |

## La finale
| Arbitro: | Juan Pablo Escobar |

|                                                               |                      |                                            |
| Al-Reshoudi 49’ Al Terair 65’                                 | Marcatori            | 7’ Downie 25’ Dickov                       |
| Al Hammali Al Mosa Al-Shamrani Al Theneyan Al Terair Al-Alawi | Tiri di rigore 5 – 4 | Dickov Bollan McLaren Bain Marshall O'Neil |
| Ivo Wortmann                                                  | Allenatori           | Craig Brown                                |

Nell'atto finale della competizione, la Scozia si porta subito avanti con un goal di testa di Ian Downie su un cross di Paul Dickov al 7'.  L'autore dell'assist riesce con un goal di destro al 25' ad aumentare il vantaggio degli ospitanti sugli avversari. Questo diminuisce al 49', quando grazie a una punizione Sulamain Al-Reshoudi segna la rete dell'1-2 con il mancino. Al 65' arriva il pareggio di Waleed Al Terair con un assist del primo marcatore saudita Al-Reshoudi. Poco tempo dopo, per i "figli del deserto" succede un disastro in soli due minuti: al 71' arriva l'espulsione per un doppio giallo di Abdullah Al Hamdi, e al 72' gli scozzesi si procurano un rigore per un fallo in area su Gary Bollan. Il tiratore dal dischetto è Brian O'Neil, che centra la porta, ma la futura icona nazionale Mohamed Al-Deayea blocca il tiro. La partita, anche dopo i tempi supplementari, si conclude in pareggio: si va ai calci di rigore. Parte la Scozia, ma con il piede sbagliato: Paul Dickov sbaglia il primo tiro extra. La situazione ritorna pari quando Jabar Al-Shamrani non riesce a imbucare la sfera in rete alla terza penalty per la sua squadra. Il sesto rigorista degli scozzesi è Brian O'Neil, che fallisce per la seconda volta in partita dal dischetto. Il rigore decisivo è per Salem Al-Alawi, che non sbaglia: i ragazzi allenati da Ivo Wortmann vincono il campionato del mondo Under-16, alla sua ultima edizione.

## Classifica marcatori
| Gol |  |  | Giocatore         | Squadra        |
| --- |  |  | ----------------- | -------------- |
| 3   |  |  | Khaled Jasem      | Bahrein        |
| 3   |  |  | Fodé Camara       | Guinea         |
| 3   |  |  | Gil Gomes         | Portogallo     |
| 3   |  |  | Tulipa            | Portogallo     |
| 3   |  |  | Khalid Al-Rowaihi | Arabia Saudita |
| 2   |  |  | Jabar Al-Shamrani | Arabia Saudita |
| 2   |  |  | Victor Ikpeba     | Nigeria        |
| 2   |  |  | Toralf Konetzke   | Germania Est   |
| 2   |  |  | Kayode Keshinro   | Nigeria        |
| 2   |  |  | Marcinho          | Brasile        |
| 2   |  |  | Frank Seifert     | Germania Est   |
| 2   |  |  | Carlos            | Brasile        |
| 2   |  |  | Luís Figo         | Portogallo     |
| 2   |  |  | John Lindsay      | Scozia         |
| 2   |  |  | Kevin McGoldrick  | Scozia         |
| 2   |  |  | A.J. Wood         | Stati Uniti    |